# معركة كوبلكت
معركة كوبلكت (بالتركية: Gbelce Muharebesi)‏ هي معركة حصلت بتاريخ 5 آب 1663 كجزء من الحرب العثمانية-النمساوية (1663-1664) بين جيش الدولة العثمانية بقيادة الصدر الأعظم فاضل أحمد باشا وملكية هابسبورغ، حصلت المعركة بالقرب من منطقة كوبلكت الموجودة حالياً في سلوفاكيا، وانتهت المعركة بفوز عثماني مطلق.